# 脇山村
脇山村（わきやまむら）は、福岡県早良郡にあった村。1955年に入部村・内野村と新設合併し早良村（のち早良町）となったため消滅した。現在は福岡市早良区の一部となっている。
かつての村域は現在の福岡市早良区のみならず、同市そのものの最南部に位置し、那珂川市や佐賀県佐賀市・神埼市・吉野ヶ里町と隣接する。

## 沿革
- 1889年（明治22年）4月1日 - 町村制施行に伴い早良郡脇山村、小笠木村、椎原村、板屋村が合併して早良郡脇山村が成立。
- 1955年（昭和30年）1月1日 - 入部村、内野村と新設合併し早良村となる[1]。同日脇山村廃止。
- 1956年（昭和31年）8月1日 - 早良村が町制施行、早良町が発足[1]。
- 1975年（昭和50年）3月1日 - 早良町が福岡市に編入され[2]廃止。同時に旧村域が西区の一部となる。
- 1982年（昭和57年）5月10日 - 西区の3分割に伴い、旧村域は早良区の一部となる。